# Labateca
Labateca è un comune della Colombia facente parte del dipartimento di Norte de Santander.
L'abitato venne fondato da Juan Agustín Mónoga Guerrero, Tomás Bochagá, Victorino Jove, Jacinto Balsa, Tiburcio Jiménez e Juan Rumualdo Bateca nel 1620, mentre l'istituzione del comune è del 1930.